# Topo Alto Libre
El Topo Alto Libre y sus laderas, el Cerro Quebradota al oeste (1.194 m s. n. m.) y Topo El Líbano al norte (1161 m s. n. m.), forman parte de una formación de montaña ubicada en el extremo Oeste del estado Guárico, Venezuela. A una altitud de 1.289 m s. n. m. el Topo Alto Libre es uno de los puntos más elevados de Guárico. Está ubicado en la esquina noroeste del estado, en el punto donde se encuentran los estados Guárico, Carabobo y Cojedes.

## Ubicación
El Topo Alto Libre es el punto más elevado de una región montañosa conocida como Fila Terrón Colorado, en la punta noroeste del Municipio Ortiz, al sur de la carretera Agua Hedionda-Vallecito. La Fila está expuesta a la acción del Río La Florida al norte de la comunidad de San Pablo. Por el sur se continúa con la Fila Valle de la Pascua mientras que al este corre por la Fila Santa Bárbara en dirección de la Quebrada San Pablo, tributaria del Río La Florida.